# Питерсон, Джейкоб
Дже́йкоб Пи́терсон (англ. Jacob Peterson; 27 января 1986, Портидж, Мичиган, США) — американский футболист, правый вингер.

## Биография

### Университетский футбол
В 2003—2005 годах Питерсон обучался в Индианском университете в Блумингтоне по специальности «Политология» и играл за университетскую футбольную команду «Индиана Хузиерз» в Национальной ассоциации студенческого спорта. Помог «Хузиерз» выиграть два национальных чемпионата — в 2003 и 2004 годах, забив по голу в обоих финалах.
В студенческие годы также выступал в Премьер-лиге развития ЮСЛ: в 2004 году — за клуб «Мичиган Бакс», в 2005 году — за клуб «Каламазу Кингдом».

### Клубная карьера
11 января 2006 года Питерсон подписал контракт с MLS по программе Generation adidas.
20 января 2006 года на Супердрафте MLS Питерсон был выбран во втором раунде под общим 21-м номером клубом «Колорадо Рэпидз». Его профессиональный дебют состоялся 8 апреля 2006 года в матче против «Коламбус Крю», в котором он вышел на замену на 69-й минуте вместо Фабриса Ноэля. 20 мая 2006 года в матче против «Лос-Анджелес Гэлакси» забил свой первый гол в профессиональной карьере.
21 января 2010 года Питерсон был продан «Торонто» за распределительные средства. Дебютировал за «Торонто» 15 апреля 2010 года в матче против «Филадельфии Юнион», выйдя на замену во втором тайме вместо Амаду Саньянга. 28 сентября 2010 года в матче группового этапа Лиги чемпионов КОНКАКАФ 2010/11 против «Реал Солт-Лейк» забил свой первый гол за «Торонто».
14 июля 2011 года «Торонто» обменял Джейкоба Питерсона, Алана Гордона и Нану Аттакору «Сан-Хосе Эртквейкс» на Райана Джонсона, распределительные средства и место иностранного игрока. За «Эртквейкс» он дебютировал 16 июля 2011 года в матче против «Крю». По окончании сезона 2011 «Сан-Хосе Эртквейкс» не стал продлевать контракт с Питерсоном.
Питерсон был доступен на Драфте возвращений MLS 2011, но остался невыбранным.
19 января 2012 года Питерсон подписал контракт со «Спортингом Канзас-Сити». Дебютировал за «Канзас-Сити» 25 марта 2012 года в матче против «Далласа», заменив в компенсированное время второго тайма Бобби Конви. 20 июня 2012 года в матче против «Сиэтл Саундерс» забил свой первый гол за «Спортинг КС». 28 июля 2012 года в матче против «Коламбус Крю» вывихнул плечо, после чего пропустил пять матчей, вернувшись на поле 14 сентября 2012 года в матче против «Хьюстон Динамо». Перенёс операцию по поводу подвывиха правого плеча в ноябре 2012 года, послеоперационный реабилитационный период занял четыре месяца. 7 января 2015 года Питерсон подписал новый контракт со «Спортингом Канзас-Сити». По окончании сезона 2016 контракт Питерсона со «Спортингом Канзас-Сити» истёк и он стал свободным агентом.
21 декабря 2016 года Питерсон на правах свободного агента присоединился к новичку MLS «Атланте Юнайтед», подписав многолетний контракт. Свой дебют за «Атланту Юнайтед», 12 марта 2017 года в матче против другого новичка лиги «Миннесоты Юнайтед», отметил голом. 29 января 2018 года «Атланта Юнайтед» отчислила Питерсона.

### Международная карьера
В составе сборной США до 17 лет Питерсон участвовал в юношеском чемпионате мира 2003.
В составе сборной США до 20 лет Питерсон принимал участие в молодёжных турнире КОНКАКАФ и чемпионате мира 2005 года.

### Постспортивная деятельность
30 января 2020 года Питерсон вернулся в «Спортинг Канзас-Сити», присоединившись к команде вещания клуба на телеканале FOX Sports Kansas City в качестве аналитика.
21 марта 2022 года Питерсон вошёл в технический штаб «Спортинга Канзас-Сити» в качестве скаута по подбору игроков.

## Достижения
Командные
 «Торонто»
- Победитель Первенства Канады: 2010, 2011

 «Спортинг Канзас-Сити»
- Чемпион MLS (обладатель Кубка MLS): 2013
- Обладатель Открытого кубка США: 2012, 2015

## Статистика выступлений
| Выступление          | Выступление      | Выступление      | Лига | Лига | Плей-офф | Плей-офф | Кубок | Кубок | ЛЧ КОНКАКАФ | ЛЧ КОНКАКАФ | Итого | Итого |
| Клуб                 | Лига             | Сезон            | Игры | Голы | Игры     | Голы     | Игры  | Голы  | Игры        | Голы        | Игры  | Голы  |
| -------------------- | ---------------- | ---------------- | ---- | ---- | -------- | -------- | ----- | ----- | ----------- | ----------- | ----- | ----- |
| Колорадо Рэпидз      | MLS              | 2006             | 28   | 4    | 3        | 0        | 2     | 1     | —           | —           | 33    | 5     |
| Колорадо Рэпидз      | MLS              | 2007             | 24   | 1    | —        | —        | 2     | 2     | —           | —           | 26    | 3     |
| Колорадо Рэпидз      | MLS              | 2008             | 17   | 1    | —        | —        | 1     | 1     | —           | —           | 18    | 2     |
| Колорадо Рэпидз      | MLS              | 2009             | 23   | 2    | —        | —        | 2     | 0     | —           | —           | 25    | 2     |
| Колорадо Рэпидз      | Итого            | Итого            | 92   | 8    | 3        | 0        | 7     | 4     | —           | —           | 102   | 12    |
| Торонто              | MLS              | 2010             | 24   | 1    | —        | —        | 1     | 0     | 6           | 1           | 31    | 2     |
| Торонто              | MLS              | 2011             | 13   | 0    | —        | —        | 3     | 0     | —           | —           | 16    | 0     |
| Торонто              | Итого            | Итого            | 37   | 1    | —        | —        | 4     | 0     | 6           | 1           | 47    | 2     |
| Сан-Хосе Эртквейкс   | MLS              | 2011             | 9    | 0    | —        | —        | —     | —     | —           | —           | 9     | 0     |
| Спортинг Канзас-Сити | MLS              | 2012             | 23   | 4    | 1        | 0        | 4     | 1     | —           | —           | 28    | 5     |
| Спортинг Канзас-Сити | MLS              | 2013             | 16   | 0    | 3        | 0        | 2     | 0     | 3           | 1           | 24    | 1     |
| Спортинг Канзас-Сити | MLS              | 2014             | 22   | 2    | 1        | 0        | 2     | 0     | 3           | 0           | 28    | 2     |
| Спортинг Канзас-Сити | MLS              | 2015             | 26   | 1    | 1        | 0        | 5     | 0     | —           | —           | 32    | 1     |
| Спортинг Канзас-Сити | MLS              | 2016             | 21   | 6    | 1        | 0        | 1     | 0     | —           | —           | 23    | 6     |
| Спортинг Канзас-Сити | Итого            | Итого            | 108  | 13   | 7        | 0        | 14    | 1     | 6           | 1           | 135   | 15    |
| Атланта Юнайтед      | MLS              | 2017             | 10   | 3    | 1        | 0        | 0     | 0     | —           | —           | 11    | 3     |
| Всего за карьеру     | Всего за карьеру | Всего за карьеру | 256  | 25   | 11       | 0        | 25    | 5     | 12          | 2           | 304   | 32    |

Источники: Transfermarkt, Soccerway, Footballdatabase.eu, SoccerStats.us.